# Molí de la Fàbrega (Castellterçol)
El Molí de la Fàbrega és un molí del terme municipal de Castellterçol, a la comarca del Moianès.
És a llevant del lloc on s'ajunten el torrent del Gai, que ve del nord-est, amb la riera de la Fàbrega, que ho fas des del sud-est, per formar el torrent de la Fàbrega, a l'extrem septentrional del terme, al límit mateix amb el terme de Moià (el termenal passa per les mateixes parets del costat nord del molí). És al costat nord-oest mateix de la masia de la Fàbrega.
En l'actualitat, 2011, és un restaurant.